# Arte ai Giochi della XIV Olimpiade
Le competizioni artistiche nei Giochi della XIV Olimpiade erano divise in cinque categorie (architettura, letteratura, musica, pittura e scultura), per lavori ispirati a tematiche sportive, le cinque categorie a loro volta suddivisi in altre sottocategorie.
I lavori erano stati esibiti al Victoria and Albert Museum da 15 luglio al 14 agosto, questi provenivano da 47 stati diversi.
I giudici si erano rifiutati di concedere qualsiasi medaglia per la sottocategoria dei drammi, nessun oro per la musica da camera e strumento solista, Medaglie e trofei, rilievi, nessun argento per la musica per voce solista e i rilievi.
Lo svizzero Alex Diggelmann ha vinto la medaglia d'argento e la medaglia di bronzo per la stessa sottocategoria.
Questa è l'ultima olimpiade in cui appare questa disciplina apparsa dal 1912, infatti ad un meeting del Comitato Olimpico Internazionale avvenuto nel 1949 si decise di abolire le competizioni di natura artistica, dal 1952 viene disputato un festival artistico che non rientra nelle discipline ufficiali.

## Risultati

### Architettura
| Categoria            | Oro                                                              | Argento                                                                                             | Bronzo                                                               |
| -------------------- | ---------------------------------------------------------------- | --------------------------------------------------------------------------------------------------- | -------------------------------------------------------------------- |
| Progetti di impianti | Adolf Hoch ( Austria) Salto con gli sci sul Kobenzl              | Alfred Rinesch ( Austria) Centro sport acquatici a Kärten                                           | Nils Olsson ( Svezia) Sala dello sport e del nuoto per Göteborg      |
| Progetti urbanistici | Yrjö Lindegren ( Finlandia) Centro di atletica leggera a Varkaus | Werner Schindler e Edy Knupfer ( Svizzera) Centro sportivo federale e centro di ginnastica svizzeri | Ilmari Niemeläinen ( Finlandia) Il centro di atletica leggera a Kemi |

### Letteratura
| Categoria     | Oro                                         | Argento                                   | Bronzo                                           |
| ------------- | ------------------------------------------- | ----------------------------------------- | ------------------------------------------------ |
| Dramma        | non assegnato                               | non assegnato                             | non assegnato                                    |
| Poesia epica  | Giani Stuparich ( Italia) Le grotte         | Josef Petersen ( Danimarca) L'olimpionico | Éva Földes ( Ungheria) La fonte della giovinezza |
| Poesia lirica | Aale Tynni ( Finlandia) Gloria della Grecia | Ernst van Heerden ( Sudafrica) Sei poemi  | Gilbert Prouteau ( Francia) Il ritmo degli stadi |

### Musica
| Categoria                            | Oro                                             | Argento                                                                                   | Bronzo                                             |
| ------------------------------------ | ----------------------------------------------- | ----------------------------------------------------------------------------------------- | -------------------------------------------------- |
| Musica da camera e strumento solista | non assegnato                                   | Jean Weinzweig ( Canada) Divertimenti per flauto solista e orchestra di strumenti a corda | Sergio Lauricella ( Italia) Toccata per Pianoforte |
| Musica per orchestra                 | Zbigniew Turski ( Polonia) Sinfonia olimpionica | Kalervo Tuukkanen ( Finlandia) Caccia all'orso                                            | Erling Brene ( Danimarca) Forza della vita         |
| Musica per voce solista              | non assegnato                                   | non assegnato                                                                             | Gabriele Bianchi ( Italia) Inno olimpico           |

### Pittura e grafica
| Categoria                   | Oro                                                           | Argento                                            | Bronzo                                                       |
| --------------------------- | ------------------------------------------------------------- | -------------------------------------------------- | ------------------------------------------------------------ |
| Applicazioni grafiche       | non assegnato                                                 | Alex Diggelmann ( Svizzera) Campionato di ciclismo | Alex Diggelmann ( Svizzera) Campionato di hockey su ghiaccio |
| Incisioni e acqueforti      | Albert Decaris ( Francia) Piscina                             | John Copley ( Regno Unito) Giocatore di polo       | Walter Battiss ( Sudafrica) Sport sulla spiaggia             |
| Pittura a olio e acquerello | Alfred Thomson ( Regno Unito) Campionato amatoriale londinese | Giovanni Stradone ( Italia) Passeggero dal treno   | Letitia Marion ( Irlanda) Caccia                             |

### Scultura
| Categoria         | Oro                                       | Argento                                      | Bronzo                                                  |
| ----------------- | ----------------------------------------- | -------------------------------------------- | ------------------------------------------------------- |
| Medaglie e trofei | non assegnato                             | Oskar Thiede ( Austria) Otto trofei sportivi | Edwin Grienauer ( Austria) Un trofeo per il canottaggio |
| Plastici          | Gustaf Nordahl ( Svezia) Omaggio per Ling | Chintanomi Kar ( Regno Unito) Pattinatrice   | Hubert Yencesse ( Francia) Nuotatrice                   |
| Rilievi           | non assegnato                             | non assegnato                                | Rosamund Fletcher ( Regno Unito) Nascondiglio scovato   |

## Medagliere
Le medaglie sono state assegnate agli artisti, ma i concorsi d'arte non sono più considerati come manifestazioni ufficiali olimpiche dal Comitato Olimpico Internazionale.
Queste medaglie non compaiono nei database CIO, per questo il medagliere non è incluso nella sezione dedicata alle olimpiadi del 1948.
| Posiz. | Nazione     | Oro | Argento | Bronzo | Totale |
| ------ | ----------- | --- | ------- | ------ | ------ |
| 1      | Finlandia   | 2   | 1       | 1      | 4      |
| 2      | Austria     | 1   | 2       | 1      | 4      |
| 3      | Regno Unito | 1   | 2       | 1      | 4      |
| 4      | Italia      | 1   | 1       | 2      | 4      |
| 5      | Svizzera    | 0   | 2       | 1      | 3      |
| 6      | Francia     | 1   | 0       | 2      | 3      |
| 7      | Svezia      | 1   | 0       | 1      | 2      |
| 8      | Danimarca   | 0   | 1       | 1      | 2      |
| 9      | Sudafrica   | 0   | 1       | 1      | 2      |
| 10     | Irlanda     | 0   | 0       | 1      | 1      |
| 11     | Ungheria    | 0   | 0       | 1      | 1      |
| 12     | Canada      | 0   | 1       | 0      | 1      |
| 13     | Polonia     | 1   | 0       | 0      | 1      |
|        |             |     |         |        |        |
| Totale | Totale      | 8   | 11      | 13     | 32     |